# Autoroute A-75 (Espagne)
Pour les articles homonymes, voir A75.
L'autoroute A-75 est une courte autoroute située dans la communauté autonome de Galice dans le nord-ouest de l'Espagne. D'une longueur totale de 11 km, celle-ci relie Verín à la frontière portugaise et sert de connexion autoroutière entre l'autoroute espagnole A-52 et l'autoroute portugaise A24. La liaison autoroutière dédouble la route nationale 532.
Représentant un investissement total de 62 millions d'Euros, celle-ci a été inaugurée le 19 juin 2010 en présence du ministre de l'équipement José Blanco ainsi que de son homologue portugais Antonio Mendonça.
La nouvelle liaison améliore la communication entre la Galice et le nord du Portugal permettant une liaison directe entre la Galice, les Asturies, le nord de la Castille et Léon et le Portugal sans devoir passer par Zamora ou Tui .

## Description du tracé
|       | Dénomination                   | Destinations | BK  |
| ----- | ------------------------------ | --- | --- |
|       | Verín N-532                    | Autovía das Rías Baixas (« Autoroute des Rías Baixas ») : - Dir. ouest - Ourense - Vigo - Dir. est - Benavente - Léon - Madrid | 0,0 |
| 10/11 | Mandín - Feces de Abaixo N-532 | | 0,0 |
|       | Frontière portugaise           | Chaves, Vila Real, Porto, Viseu                                                                                                | 0,0 |